# Haplochromis malacophagus
Haplochromis malacophagus är en fiskart som beskrevs av Max Poll och Damas, 1939. Haplochromis malacophagus ingår i släktet Haplochromis och familjen Cichlidae. Inga underarter finns listade i Catalogue of Life.